# William W. Eagles
Pour les articles homonymes, voir Eagles.
William Willis Eagles (12 janvier 1895 - 19 février 1988) est un officier décoré de l'armée de terre américaine (US Army). Diplômé de l'Académie militaire des États-Unis (United States Military Academy - USMA), il est surtout connu pour avoir servi pendant la Seconde Guerre mondiale en tant que commandant général de la 45e division d'infanterie (45th Infantry Division) de 1943 à 1944.
Après la fin de la guerre, Eagles est resté dans l'armée et a servi comme commandant général de la 9e division d'infanterie (9th Infantry Division), puis comme commandant général du commandement des Ryukyus, Okinawa ou inspecteur général du commandement européen de l'armée, avant de prendre sa retraite du service militaire en 1953,.

## Biographie

### Jeunesse et début de carrière militaire
William Willis Eagles est né le 12 janvier 1895 à Albion, dans l'Indiana, et est le fils d'Edward et de Maud Eagles. Il est diplômé du lycée d'Albion en mai 1913 et est nommé peu après à l'Académie militaire des États-Unis (United States Military Academy - USMA) à West Point, dans l'État de New York. Il en sort en avril 1917, peu après l'entrée des États-Unis dans la Première Guerre mondiale, avec un diplôme de licence et est nommé sous-lieutenant (second lieutenant) dans l'infanterie de l'armée de terre américaine,,,.
Il fait partie de la promotion qui a produit plus de 55 futurs officiers généraux, dont deux chefs d'état-major de l'armée de terre - Joseph L. Collins et Matthew B. Ridgway. Parmi ses autres camarades de classe figurent : Clare H. Armstrong, Aaron Bradshaw Jr., Mark W. Clark, John T. Cole, Norman D. Cota, John M. Devine, Theodore L. Futch, Augustus M. Gurney, Charles H. Gerhardt, William Kelly Harrison Jr., Ernest N. Harmon, George H. Weems, Robert W. Hasbrouck, Frederick A. Irving, Laurence B. Keiser, Charles S. Kilburn, Bryant E. Moore, Daniel Noce, Onslow S. Rolfe, Herbert N. Schwarzkopf, Albert C. Smith, George D. Wahl et Raymond E. S. Williamson.
Eagles n'est pas allé outre-mer pendant la Première Guerre mondiale ; il est resté aux États-Unis. Il atteint le grade de premier lieutenant (first lieutenant] et devient instructeur à l'école d'infanterie de l'US Army (United States Army Infantry School) de Fort Benning, en Géorgie, au début de l'année 1921. Il a ensuite été professeur de science militaire et de tactique au Ripon College de Ripon, dans le Wisconsin, pendant cinq ans et est retourné à l'école d'infanterie en tant qu'instructeur avec le grade de captain (capitaine). Il est promu major le 1er octobre 1932, alors qu'il occupe cette fonction,,.
Il est chargé de l'instruction à l'École de commandement et d'état-major général de l'US Army (Army Command and General Staff School) à Fort Leavenworth, au Kansas, en juin 1935. Un an plus tard, Eagles est affecté à Fort Sam Houston, au Texas, où il rejoint le quartier général de la zone du 8e corps d'armée (8th Corps Area) sous les ordres du major général (général de division) Herbert J. Brees en tant qu'officier responsable de l'approvisionnement, de la construction et du budget. Il est promu lieutenant-colonel le 1er juillet 1940,.

### Seconde Guerre mondiale
Début novembre 1940, Eagles est rattaché au quartier général du VIIIe Corps, commandé par le major général George V. Strong et situé à Fort Sam Houston. Eagles est promu au grade temporaire de colonel le 11 décembre 1941, quatre jours seulement après l'attaque japonaise sur Pearl Harbor et la déclaration de guerre de l'Allemagne contre les États-Unis, qui entraînent le pays dans la Seconde Guerre mondiale,.
Eagles est affecté au Camp Gruber (en), dans l'Oklahoma, et en mai 1942, il prend le commandement du 351e régiment d'infanterie (351st Infantry Regiment), qui fait partie de la 88e division d'infanterie (88th Infantry Division) nouvellement créée. Il conserve ce commandement pendant moins de deux mois, car il est promu au grade temporaire de brigadier général (général de brigade) le 23 juillet 1942 et succède au général de brigade Eugene M. Landrum en tant que commandant adjoint de division (assistant division commander - ADC) de la 3e division d'infanterie (3rd Infantry Division), alors commandée par le général de division Jonathan W. Anderson,,.
Pendant son affectation à la 3e division d'infanterie, il est coresponsable de l'entraînement et de la préparation des hommes en vue d'un déploiement au combat à l'étranger. Eagles accompagne sa division en Afrique du Nord lors de l'opération Torch, l'invasion alliée de l'Afrique du Nord, au début du mois de novembre 1942 et participe aux combats au Maroc et à Tunis. La 3e division d'infanterie, désormais commandée par le major général (général de division) Lucian Truscott, a ensuite débarqué en Sicile en juillet 1943 et a participé à la libération de Palerme et de Messine. Pour son service au sein de la 3e division d'infanterie, Eagles a reçu l'Étoile de bronze,. La division a ensuite pris part aux premières étapes de l'amère campagne d'Italie, que les Alliés avaient envahie en septembre 1943, contribuant à percer la ligne Volturno en octobre.
Eagles est promu au grade de major général (général de division) le 4 novembre 1943 et remplace le major général Troy H. Middleton au commandement de la 45e division d'infanterie (45th Infantry Division), une formation de la Garde nationale de l'US Army (Army National Guard) recrutée en grande partie dans l'Oklahoma, qui a été promue au commandement du 8e corps d'armée (VIII corps) en Angleterre en vue du débarquement en Normandie. Le général de brigade John W. O'Daniel succède à Eagles en tant qu'ADC de la 3e division. Avec l'aide du général de brigade Paul C. Paschal, Eagles dirige la 45e division pendant les dernières phases du débarquement d'Anzio (nom de code: Opération Shingle) à la fin du mois de janvier 1944. Au cours des semaines suivantes, de violents combats statiques, semblables à la guerre de tranchées qui avait caractérisé une grande partie des combats sur le front occidental pendant la majeure partie de la Première Guerre mondiale, ont eu lieu dans la tête de pont d'Anzio, puis lors de la sortie de la tête de pont d'Anzio vers la fin du mois de mai, ce qui a conduit à la libération de la capitale italienne, Rome, au début du mois de juin. Après avoir enduré tant de combats acharnés, la division a été retirée du combat peu de temps après. Pour les services qu'il a rendus jusqu'à présent au cours de la campagne en Italie, Eagles a été décoré de la Army Distinguished Service Medal (Army DSM), ainsi que de l'Ordre des Saints-Maurice-et-Lazare et de la médaille de bronze de la vaillance militaire par le gouvernement italien,. La citation pour la Army DSM se lit comme suit :
"Le président des États-Unis d'Amérique, autorisé par la loi du Congrès du 9 juillet 1918, a le plaisir de remettre la Army Distinguished Service Medal au major général William Willis Eagles (ASN : 0-5270), armée des États-Unis, pour services exceptionnellement méritoires et distingués rendus au gouvernement des États-Unis, dans le cadre d'une fonction de grande responsabilité en tant que commandant général de la 45e division d'infanterie, du 22 novembre 1943 au 7 juin 1944."
Après son retrait, la 45e division, sous la direction d'Eagles, commence à s'entraîner à la guerre amphibie, ayant été sélectionnée pour participer à l'invasion alliée du sud de la France (nom de code: Opération Dragoon). L'opération débute le 15 août 1944, avec le débarquement de la 45e division d'infanterie à Sainte-Maxime. Eagles commande sa 45e division lors de la libération d'Épinal et de Rambervillers en septembre de la même année, avant d'avancer vers les Vosges. Le 30 novembre, Eagles est grièvement blessé lorsque la jeep dans laquelle il se trouve heurte une mine terrestre, ce qui l'oblige à être évacué vers les États-Unis. Le poste de commandant général de la 45e division est alors confié au brigadier général Robert T. Frederick, anciennement commandant de la First Special Service Force. Pour son service durant l'opération Dragoon, Eagles a reçu sa deuxième Army Distinguished Service Medal, ainsi qu'une Purple Heart. Le gouvernement français lui a décerné la Légion d'honneur, le grade de commandeur et la Croix de guerre 1939-1945 avec palme,,.

### Service d'après-guerre
Eagles passe les six mois suivants à l'hôpital aux États-Unis et est déclaré apte au service en juin 1945, un mois après la capitulation de l'Allemagne. Il est affecté à Fort Hood, au Texas, et succède au brigadier général Thomas F. Bresnahan au poste de commandant du centre d'entraînement de l'infanterie de remplacement. Il est ramené au grade de colonel en temps de paix à la fin du mois de décembre 1945, mais est promu peu après brigadier général (général de brigade),,.
Il est nommé président des jurys d'entretien du programme d'intégration de l'Regular Army (armée régulière) et occupe cette fonction jusqu'en août 1946, date à laquelle il est à nouveau promu major général (général de division) et prend le commandement de la 9e division d'infanterie (9th Infantry Division) à Fort Dix, dans le New Jersey. Eagles occupe également le poste de commandant général de Fort Dix et est chargé de la démobilisation des troupes revenant de l'étranger,,.
Eagles est envoyé en Extrême-Orient en avril 1948 et assume les fonctions de commandant général du Ryukyus Command à Okinawa. À ce titre, il est responsable de l'administration civile des îles Ryūkyū, de la reconstruction des infrastructures et du rapatriement des réfugiés et des prisonniers de guerre, et conserve ce commandement jusqu'en octobre 1949,,.
Après son arrivée aux États-Unis et un bref congé dans son pays, il est envoyé à Washington, D.C., où il rejoint l'Army Personnel Board et occupe cette fonction jusqu'en juillet 1951, date à laquelle il est envoyé en Europe pour occuper le poste d'inspecteur général du Commandement des forces des États-Unis en Europe (U.S. European Command), sous la direction de Matthew Ridgway, son camarade de classe à West Point. En février 1952, il est nommé directeur de la division des postes militaires au quartier général du commandement européen des États-Unis et occupe cette fonction jusqu'au 31 janvier 1953, date à laquelle il prend sa retraite après près de 36 ans de service militaire,,.

### Retraite et décès
Après sa retraite de l'armée, Eagles s'installe à Washington, D.C., où il vit jusqu'à sa mort.
Le major général William W. Eagles meurt le 19 février 1988, à l'âge de 93 ans, au Suburban Hospital de Bethesda, dans le Maryland. Il a été enterré avec tous les honneurs militaires au cimetière national d'Arlington, en Virginie.
Son épouse, Dorothy Van Slyck (1897-1997), est enterrée à ses côtés. Ils ont un fils, Edward, et une fille, Anne,.

## Décorations
La barrette de rubans du brigadier général William W. Eagles comprend:
| Bronze oak leaf cluster                                           |  |  |  |
|                                                                   |  |  |  |
| Arrowhead · Bronze star · Bronze star · Bronze star · Bronze star |  |  |  |
|                                                                   |  |  |  |

| 1er rang | Army Distinguished Service Medal avec feuille de chêne                                        | Army Distinguished Service Medal avec feuille de chêne                                        | Army Distinguished Service Medal avec feuille de chêne                                        | Army Distinguished Service Medal avec feuille de chêne                                        | Army Distinguished Service Medal avec feuille de chêne | Army Distinguished Service Medal avec feuille de chêne | Army Distinguished Service Medal avec feuille de chêne | Army Distinguished Service Medal avec feuille de chêne | Army Distinguished Service Medal avec feuille de chêne | Bronze Star                                | Bronze Star                                | Bronze Star                                | Bronze Star                                   | Bronze Star                                   | Bronze Star                                   | Bronze Star                                   |
| 2e rang  | Purple Heart                                                                                  | Purple Heart                                                                                  | Purple Heart                                                                                  | Purple Heart                                                                                  | World War I Victory Medal                              | World War I Victory Medal                              | World War I Victory Medal                              | World War I Victory Medal                              | American Defense Service Medal                         | American Defense Service Medal             | American Defense Service Medal             | American Defense Service Medal             | American Campaign Medal                       | American Campaign Medal                       | American Campaign Medal                       | American Campaign Medal                       |
| 3e rang  | European-African-Middle Eastern Campaign Medal avec 4 étoiles de service et Arrowhead device. | European-African-Middle Eastern Campaign Medal avec 4 étoiles de service et Arrowhead device. | European-African-Middle Eastern Campaign Medal avec 4 étoiles de service et Arrowhead device. | European-African-Middle Eastern Campaign Medal avec 4 étoiles de service et Arrowhead device. | World War II Victory Medal                             | World War II Victory Medal                             | World War II Victory Medal                             | World War II Victory Medal                             | Army of Occupation Medal                               | Army of Occupation Medal                   | Army of Occupation Medal                   | Army of Occupation Medal                   | National Defense Service Medal                | National Defense Service Medal                | National Defense Service Medal                | National Defense Service Medal                |
| 4e rang  | Chevalier de l'Ordre des Saints Maurice et Lazare (Italie)                                    | Chevalier de l'Ordre des Saints Maurice et Lazare (Italie)                                    | Chevalier de l'Ordre des Saints Maurice et Lazare (Italie)                                    | Chevalier de l'Ordre des Saints Maurice et Lazare (Italie)                                    | Médaille de bronze de la vaillance militaire (Italie)  | Médaille de bronze de la vaillance militaire (Italie)  | Médaille de bronze de la vaillance militaire (Italie)  | Médaille de bronze de la vaillance militaire (Italie)  | Commandeur de la Légion d'honneur (France)             | Commandeur de la Légion d'honneur (France) | Commandeur de la Légion d'honneur (France) | Commandeur de la Légion d'honneur (France) | Croix de guerre 1939-1945 avec palme (France) | Croix de guerre 1939-1945 avec palme (France) | Croix de guerre 1939-1945 avec palme (France) | Croix de guerre 1939-1945 avec palme (France) |

## Source
- (en) Cet article est partiellement ou en totalité issu de l’article de Wikipédia en anglais intitulé « William W. Eagles » (voir la liste des auteurs).